# Mis boleros favoritos
Mis boleros favoritos es el cuarto álbum recopilatorio que contiene las canciones grabadas de 1991 a 2002 del cantante mexicano Luis Miguel, lanzado al mercado por Warner Music Group Latina el 8 de octubre de 2002. Fue lanzado en plena gira par el álbum Mis romances del mismo cantante. Es una colección de sus canciones favoritas de sus álbumes de boleros en formato de audio remasterizado y digitalizado. La edición de lujo del álbum contiene un DVD con siete videos de esta época romántica del cantante. Fue producido por Bebu Silvetti. Luis Miguel dedicó la canción "Hasta que vuelvas" a su madre Marcela Basteri quien desapareció misteriosamente en 1986, Luis Miguel mencionó que fue considerada originalmente para el disco «Mis romances» del año 2001. Hasta que vuelvas fue lanzado como sencillo el lunes 23 de septiembre de 2002 y alcanzó el puesto número 16 en el Hot Latin Tracks de la revista Billboard en los Estados Unidos.

## Lista de canciones
| Mis boleros favoritos |                         |                                                 |                        |          |  |
| N.º                   | Título                  | Escritor(es)                                    | Álbum original         | Duración |  |
| 1.                    | «No me platiques más»   | Vicente Garrido Calderón                        | Romance (1991)         | 3:33     |  |
| 2.                    | «La barca»              | Roberto Cantoral                                | Romance (1991)         | 3:29     |  |
| 3.                    | «La gloria eres tú»     | José Antonio Méndez                             | Romances (1997)        | 3:24     |  |
| 4.                    | «No sé tú»              | Armando Manzanero                               | Romance (1991)         | 3:50     |  |
| 5.                    | «Historia de un amor»   | Carlos Eleta Almarán                            | Segundo romance (1994) | 3:52     |  |
| 6.                    | «Somos novios»          | Armando Manzanero                               | Segundo romance (1994) | 3:11     |  |
| 7.                    | «Solamente una vez»     | Agustín Lara                                    | Segundo romance (1994) | 3:01     |  |
| 8.                    | «El día que me quieras» | Carlos Gardel · Alfredo LePera                  | Segundo romance (1994) | 4:01     |  |
| 9.                    | «El reloj»              | Roberto Cantoral                                | Romances (1997)        | 3:03     |  |
| 10.                   | «Por debajo de la mesa» | Armando Manzanero                               | Romances (1997)        | 3:05     |  |
| 11.                   | «Encadenados»           | Carlos Arturo Briz                              | Romances (1997)        | 3:21     |  |
| 12.                   | «Sabor a mí»            | Álvaro Carrillo                                 | Romances (1997)        | 3:06     |  |
| 13.                   | «Perfidia»              | Alberto Domínguez Borras                        | Mis romances (2001)    | 3:26     |  |
| 14.                   | «Hasta que vuelvas»     | Felipe Garza Bojalil · Mario Arturo Ramos Muñóz | Tema inédito           | 3:34     |  |
| 47:47                 |                         |                                                 |                        |          |  |

## Contenido del DVD
| Mis boleros favoritos |                           |                                     |                    |          |  |
| N.º                   | Título                    | Escritor(es)                        | Director del vídeo | Duración |  |
| 1.                    | «No sé tú»                | Armando Manzanero                   | Pedro Torres       | 3:48     |  |
| 2.                    | «Contigo en la distancia» | César Portillo de la Luz            | Pedro Torres       | 3:23     |  |
| 3.                    | «Delirio»                 | César Portillo de la Luz            | Kiko Guerrero      | 4:43     |  |
| 4.                    | «La media vuelta»         | José Alfredo Jiménez                | Pedro Torres       | 4:28     |  |
| 5.                    | «El día que me quieras»   | Carlos Gardel · Alfredo LePera      | Kiko Guerrero      | 3:58     |  |
| 6.                    | «Por debajo de la mesa»   | Armando Manzanero                   | Daniela Federici   | 3:12     |  |
| 7.                    | «Amor, amor, amor»        | Ricardo López Méndez · Gabriel Ruíz | Rebecca Blake      | 3:39     |  |
| 27:11                 |                           |                                     |                    |          |  |

## Rendimiento de gráficos

### Gráficos semanales
| Gráfico (2002)                    | Posición |
| --------------------------------- | -------- |
| Argentina (CAPIF)                 | 7        |
| España (PROMUSICAE)               | 1        |
| Estados Unidos (Billboard 200)    | 125      |
| Estados Unidos (Top Latin Albums) | 3        |
| Estados Unidos (Latin Pop Albums) | 3        |

### Gráficos de fin de año
| Gráfico (2002)                  | Posición |
| ------------------------------- | -------- |
| US Top Latin Albums (Billboard) | 58       |

| Chart (2003)                    | Peak position |
| ------------------------------- | ------------- |
| US Top Latin Albums (Billboard) | 35            |
| US Latin Pop Albums (Billboard) | 15            |